# Agar XLD

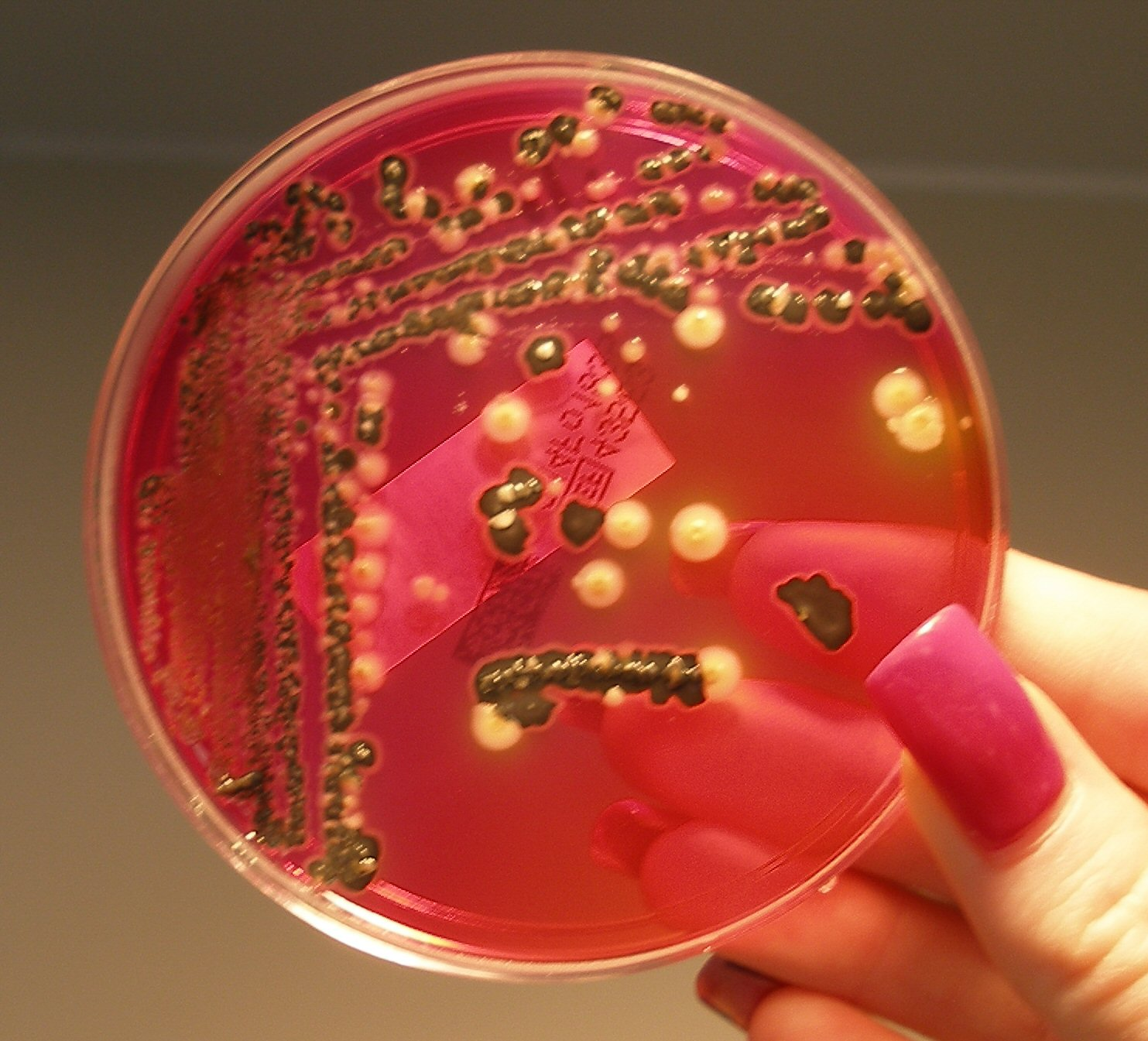
Crecimiento de Salmonella sobre agar XLD

Por sus siglas en inglés (Xylose Lysine Deoxycholate agar) es un medio de cultivo selectivo utilizado en el aislamiento especies de Salmonella y Shigella a partir de muestras clínicas y de alimentos. Tiene un pH de aproximadamente 7.4, el medio se caracteriza por un color rosa brillante o un aspecto rojo debido a la presencia del rojo de fenol como indicador. La fermentación del azúcar disminuye el pH y el indicador rojo de fenol lo registra cambiando a amarillo. La mayoría de bacterias presentes en el intestino, incluyendo Salmonella, puede fermentar el azúcar xilosa para producir ácido, por lo que el color del medio virará hacia el amarillo. Las colonias de Shigella no pueden fermentar la xilosa y por lo tanto permanecerán rojas. 
Después de agotar el suministro de xilosa, las colonias de Salmonella descarboxilarán la lisina, incrementando el pH del medio de nuevo, que volverá a su rojo inicial. Las colonias de Salmonella metabolizan el tiosulfato para producir sulfuro de hidrógeno, lo que conduce a la formación de colonias con centros negros, permitiendo diferenciarlas de las colonias de Shigella, que tendrán un color similar transcurrido el tiempo suficiente.
Otras enterobacterias, como E. coli, fermentarán la lactosa presente en el medio hasta un punto que evitará la reversión del pH por descarboxilación y acidificará el medio volviéndolo amarillo.
- Especies de Salmonella: colonias rojas, algunas con centros negros. El agar se tornará amarillo debido a la presencia de colonias de tipo Salmonella, aunque volverá a su rojo inicial una vez agotada la xilosa.
- Especies de Shigella: colonias rojas.
- Coliformes: colonias de amarillas a naranjas.
- Pseudomonas aeruginosa: colonias rosadas, planas, ásperas. Este tipo de colonia se puede confundir fácilmente con Salmonella debido a las similitudes de color.

El agar XLD contiene:
| Extracto de levadura      | 3 g/L    |
| L-Lisina                  | 5 g/L    |
| Xylosa                    | 3.75 g/L |
| Lactosa                   | 7.5 g/L  |
| Sacarosa                  | 7.5 g/L  |
| Desoxicolato de sodio     | 1 g/L    |
| Cloruro de sodio          | 5 g/L    |
| Tiosulfato de sodio       | 6.8 g/L  |
| Citrato de amonio férrico | 0.8 g/L  |
| Rojo de fenol             | 0.08 g/L |
| Agar                      | 12.5 g/L |